# Викентий Сарагосский
Вике́нтий Сараго́сский (исп. Vicente de Zaragoza, лат. Vincentius Caesaraugustanus; Викентий Августопольский, Викентий Мученик, Викентий Диакон, Святой Винсент; III век, Osca, Тарраконская Испания — около 304, Valentia Edetanorum) ─  раннехристианский мученик, святой Вселенской церкви, пострадавший за веру в Иисуса Христа во время великого гонения при императоре Диоклетиане.

## Житие
Согласно житию, святой Викентий был учеником Валерия, епископа Сарагосы (Августополя). После вступления в возраст совершеннолетия Викентий был рукоположён Валерием в диаконы. Валерий, будучи сам косноязычным, благословил Викентия, отличавшегося ораторскими способностями, проповедовать христианство жителям города.
В 303 году, после начала гонений Диоклетиана, на Иберийский полуостров прибыл префект Дациан с полномочиями преследовать христиан. Валерий и Викентий были схвачены в Сарагосе и отправлены на суд в Валенсию.
На суде Викентий смело и решительно исповедовал свою веру. Его подвергли множеству разнообразных пыток, а на следующий день предали сожжению. Согласно традиции, казнь мученика состоялась 22 января 304 года.

## Почитание
Мученичество святого Викентия было описано в IV веке Пруденцием в его произведении «Peristephanon» — восхвалении христианских мучеников. Культ святого быстро распространился в Западной Европе.
После прекращения гонений тело мученика было перенесено в пригород Валенсии, известный с того времени как Сан-Винсенте-де-ла-Рокета. В период исламского владычества на полуострове в этом предместье существовала значительная христианская община, считавшая святого Викентия своим покровителем. Почитание Викентия Мученика было широко распространено в мосарбском обряде, в его честь существовала особая месса.
Мощи в 1175 году были перевезены в Лиссабон, различные части мощей впоследствии хранились в городах Франции и Италии. После осады Сарагосы в 541 или 542 году франкский король из династии Меровингов Хильдеберт I вывез из Испании тунику святого Викентия. Основанный для хранения реликвии монастырь стал позднее известен как Сен-Жермен-де-Пре. Рука святого была вывезена в Падую, а впоследствии возвращена в Валенсию. В настоящее время реликвия хранится в кафедральном соборе города; ежегодно 22 января, в день святого, в Валенсии устраивается торжественная процессия.
День святого Викентия Мученика отмечается 22 января в Католической церкви и 11 ноября (по юлианскому календарю) — в Православной.
Святой Викентий считается покровителем Валенсии, Лиссабона и Виченцы. В иконографии традиционно изображается молодым человеком в диаконском облачении с пальмовой ветвью в руках. Другие иконографические атрибуты восходят к пыткам, которым был подвергнут святой — решётка для пытки огнём, крест в форме буквы X, мельничный жёрнов, ворон (по одной из легенд, защитивший мученика от диких зверей).
В честь святого назван остров Сент-Винсент в Карибском море открытый Христофором Колумбом 22 января 1498 года, в День св. Винсента.